# St. Stephan (Hawangen)

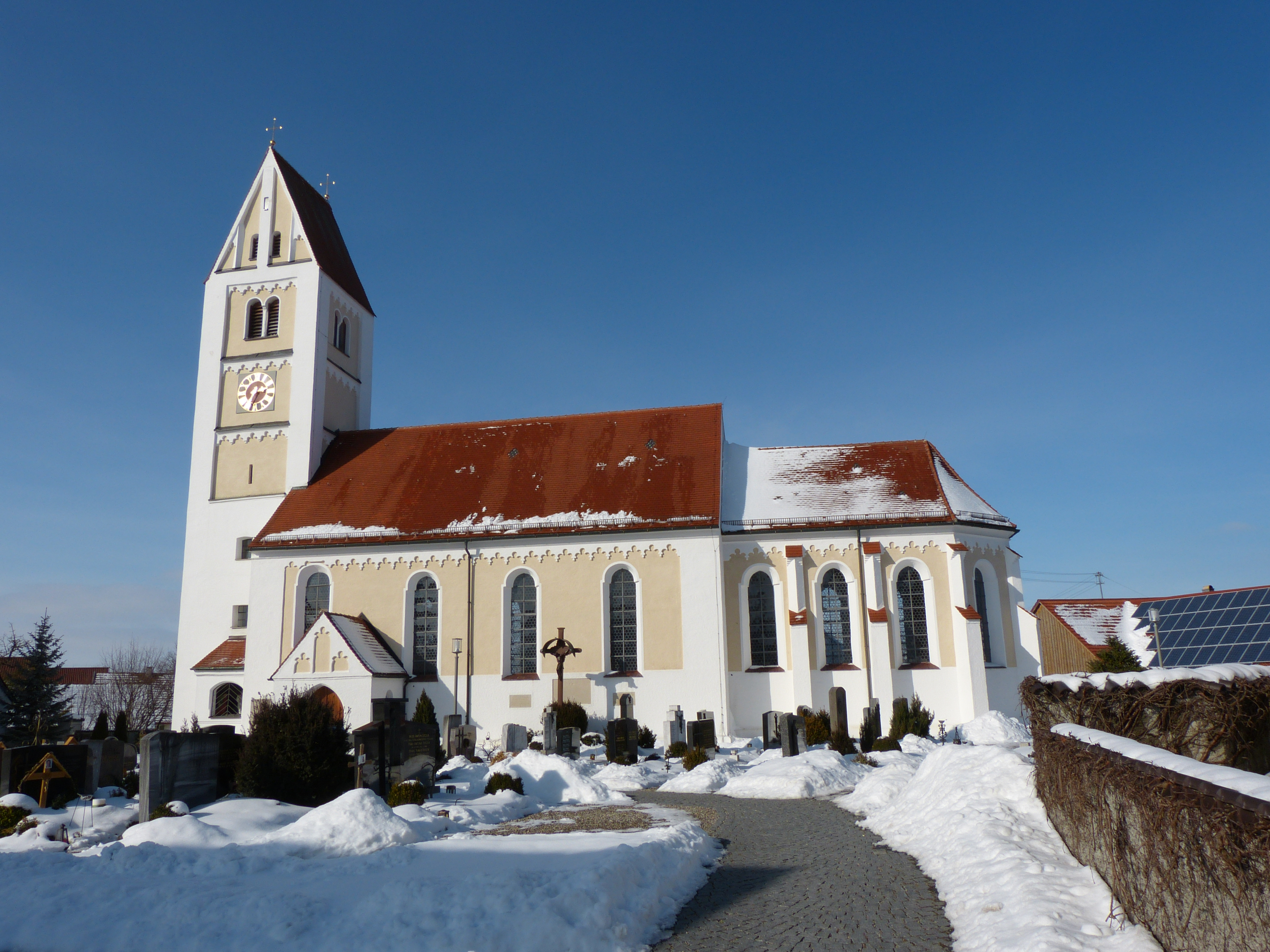
Kirche St. Stephan in Hawangen

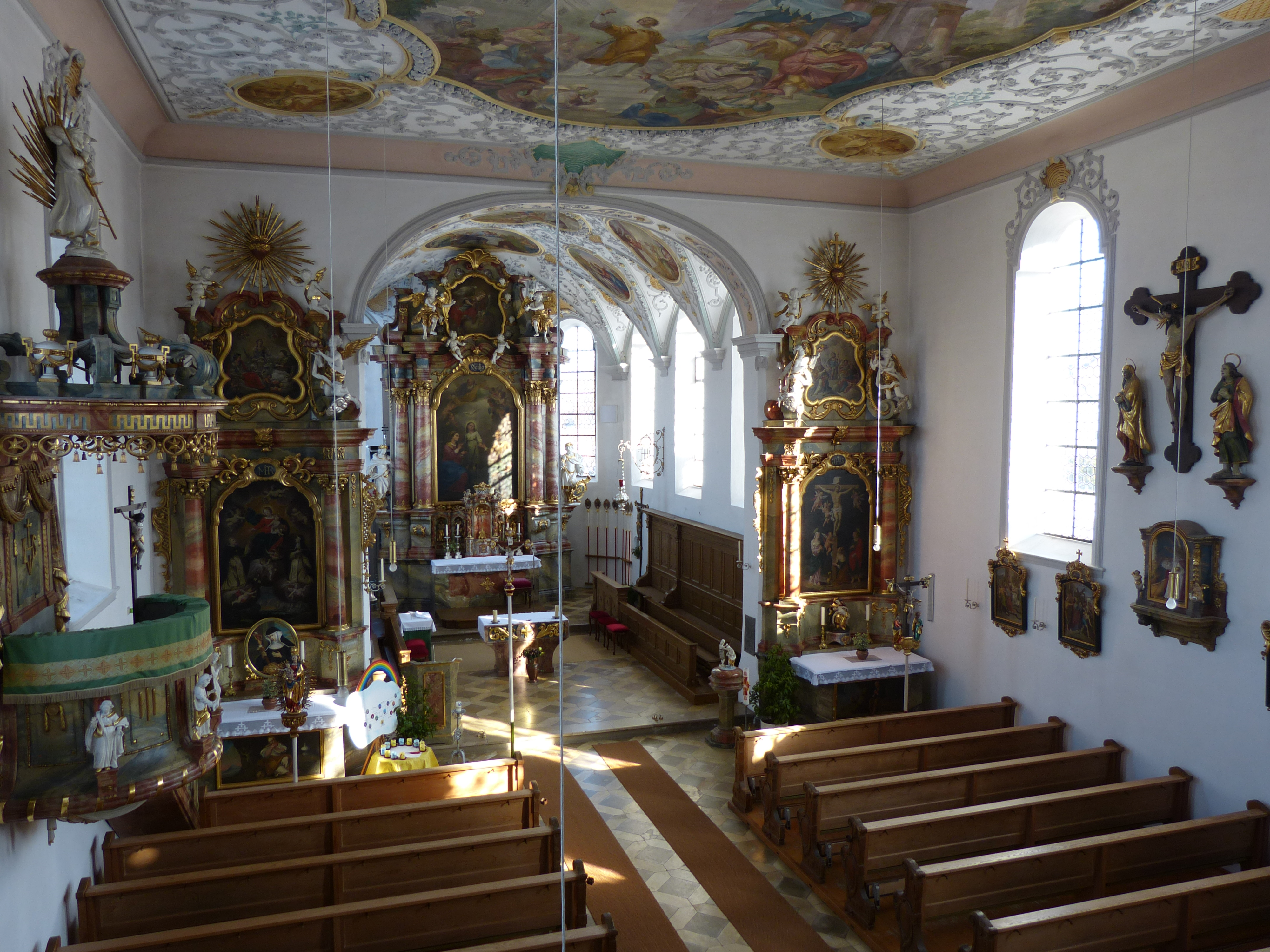
Innenansicht

Die katholische Pfarrkirche St. Stephan befindet sich Hawangen im Landkreis Unterallgäu in Bayern. Die Kirche steht unter Denkmalschutz.

## Geschichte
Die wesentlichen Teile der Kirche stammen aus dem 15. Jahrhundert. Im Jahr 1722 erfolgte eine Instandsetzung durch Simpert Kraemer. In den Jahren 1955 und 1956 fand eine Renovierung der Pfarrkirche statt.

## Baubeschreibung
Das Langhaus enthält vier Fensterachsen und eine Flachdecke. Der Chor ist eingezogen, enthält zwei Fensterachsen und einen 5/8-Schluss mit Stichkappengewölbe. Sowohl im Chor wie im Langhaus befinden sich Fenster mit abgesetztem Rundbogen. Eine zweigeschossige Empore aus Holz ist im Inneren der Kirche. Der Kirchturm trägt ein Satteldach und befindet sich an der Westfront der Kirche. Im unteren Bereich ist der Turm ungegliedert, die obersten drei Geschosse enthalten Ecklisenen und Kleeblattbogenfriese. Klangarkaden sind im obersten Geschoss angebracht. Die im 18. Jahrhundert erweiterte Sakristei befindet sich zwischen Chor und Langhaus an der Nordseite. Die Sakristei besitzt stichbogige Fenster und ein Pultdach. An der Südseite zwischen Langhaus und Kirchturm befindet sich ein Ölberg. Dieser ist vermutlich mittelalterlich.

## Ausstattung

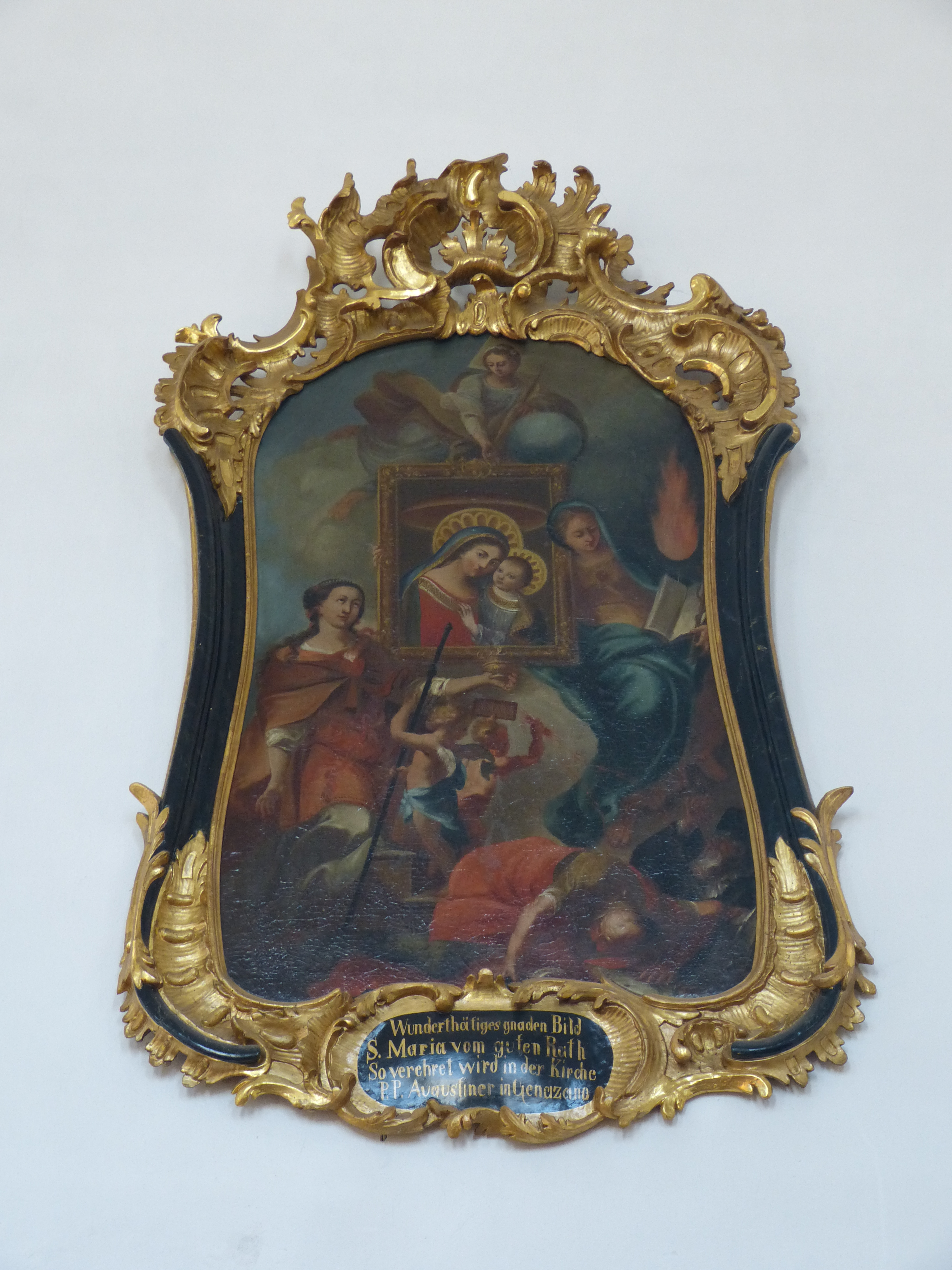
Verehrung des Gnadenbildes von Genazano

Der Hochaltar besteht aus marmoriertem Holz und stammt aus dem Jahr 1730/1740. Der Drehnischen-Tabernakel stammt aus älterer Zeit. Rechts und links des modernen Altarbildes befinden sich neben gestaffelten Freisäulen auf Konsolen die Figuren der Heiligen Theodor und Alexander. Beide Figuren sind weiß gefasst. Im Aufzugsbild des Hochaltares ist der Erzengel Raphael abgebildet. Dieses Bildnis ist einem Meister des Ottobeurer Kreises, vermutlich Franz Anton Erler, zuzuschreiben. Die beiden Seitenaltäre sind ebenfalls Aufbauten aus marmoriertem Holz und stammen aus der gleichen Zeit wie der Hochaltar. Der linke Seitenaltar zeigt auf dem bemalten Antependium die heilige Magdalena und auf dem Altarbild eine Rosenkranzmadonna mit dem heiligen Dominikus und der heiligen Katharina von Siena. Das Altarbild ist bezeichnet mit F. Herman fecit 1666, gemeint ist Franz Georg Hermann der Ältere. Der Seitenaltar auf der rechten Seite hat ebenfalls ein bemaltes Antependium und zeigt den heiligen Petrus. Das Altarbild aus dem 18. Jahrhundert in der Art nach Johann Friedrich Sichelbein III stellt eine Kreuzigungsgruppe dar.
Das Taufbecken aus marmoriertem Holz stammt aus der Mitte des 19. Jahrhunderts. Das Becken befindet sich auf einem oktogonalen Pfeiler. Der Deckel trägt die Figurengruppe der Taufe Christi.
Um das Jahr 1790 wurde die Kanzel, ebenfalls aus marmoriertem Holz mit teilweise vergoldetem Dekor, geschaffen. Der gegliederte Korb trägt die Figuren der vier Evangelisten. Das Gestühl wurde 1790 aus Nadelholz gefertigt. Das Deckengemälde wurde 1920 von den Gebrüdern Haugg geschaffen.
In der Kirche befinden sich mehrere Gemälde. Dies sind die Steinigung des heiligen Stephanus von 1730, Maria vom Guten Rat von 1768 sowie die Verehrung des Gnadenbildes von Genazano aus der Mitte des 18. Jahrhunderts. Aus dem 18. Jahrhundert stammen die gefassten Holzfiguren der Kreuzigungsgruppe, Maria und Johannes, ebenso die Figuren von Christus mit Engeln und Aposteln des Ölberges. Der Kruzifixus stammt aus dem frühen 16. Jahrhundert.
In der Kirche befinden sich zwei Epitaphien, eines für den Pfarrer Raphael Heinrich († 1756), das andere für den Pfarrer Nikolaus Heel († 1702). Eine Gedenktafel aus Solnhofer Platte ist für die Gefallenen von 1805 bis 1815 angebracht.

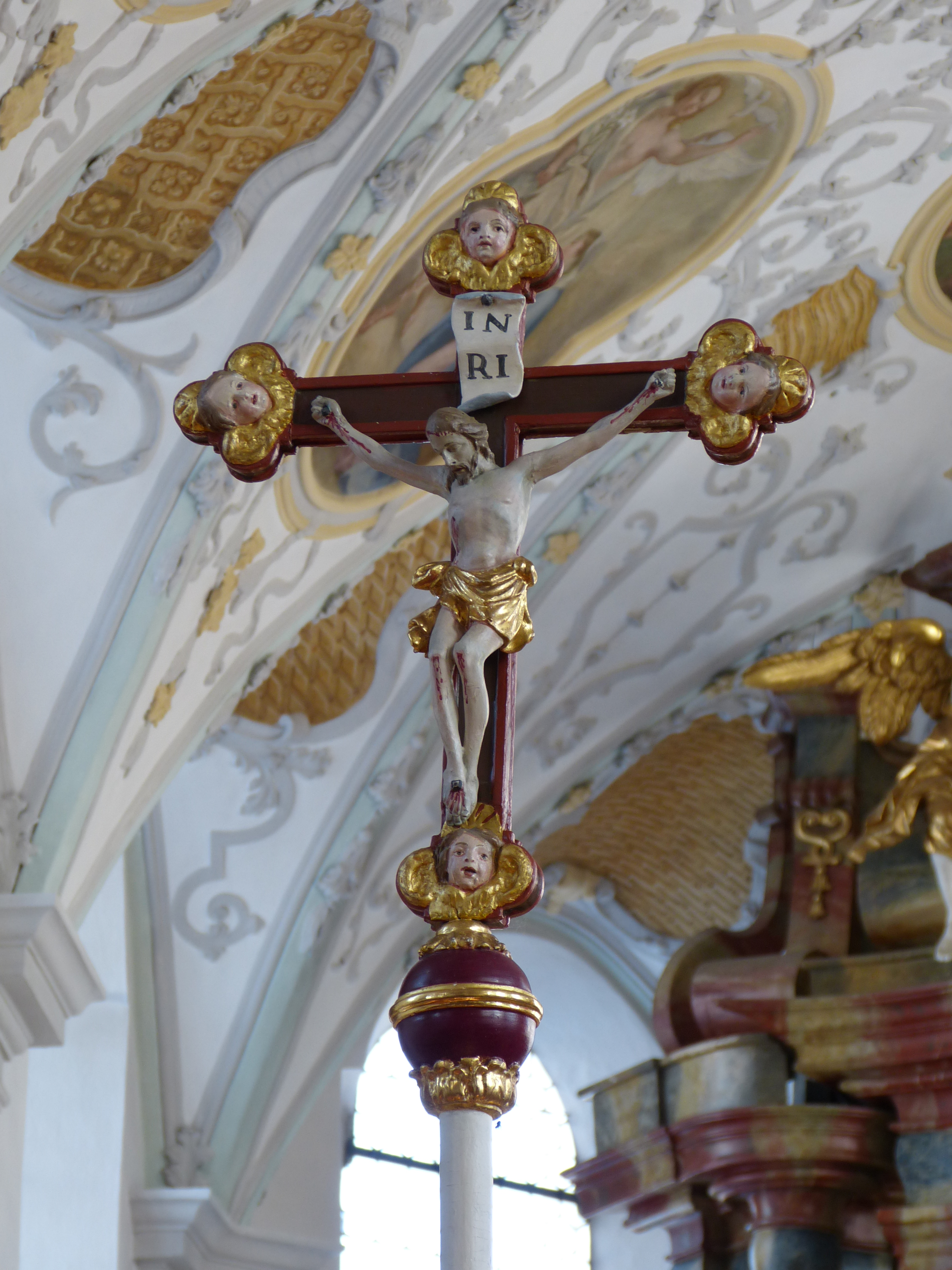
Prozessionskreuz
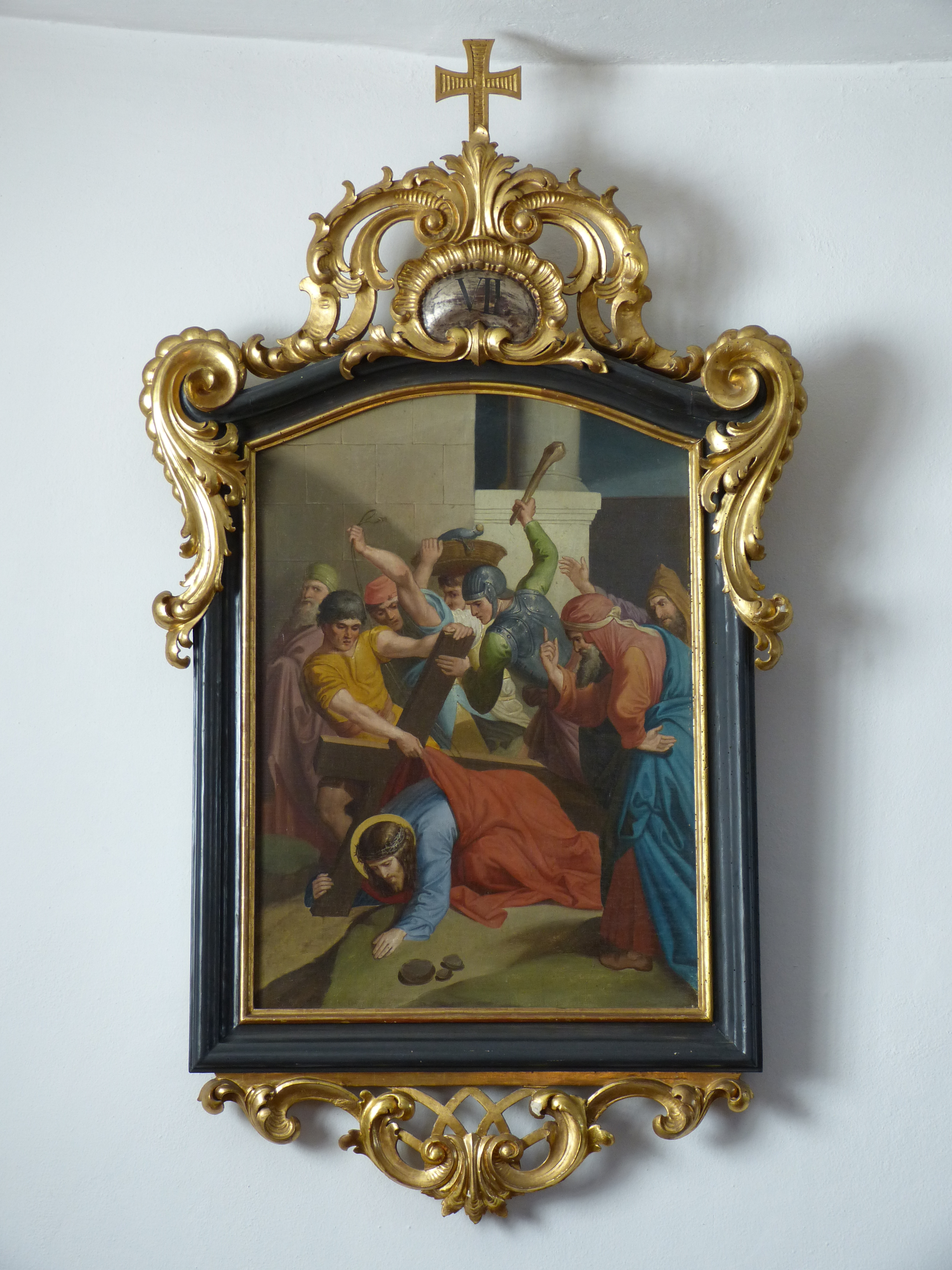
7. Station des Kreuzweges
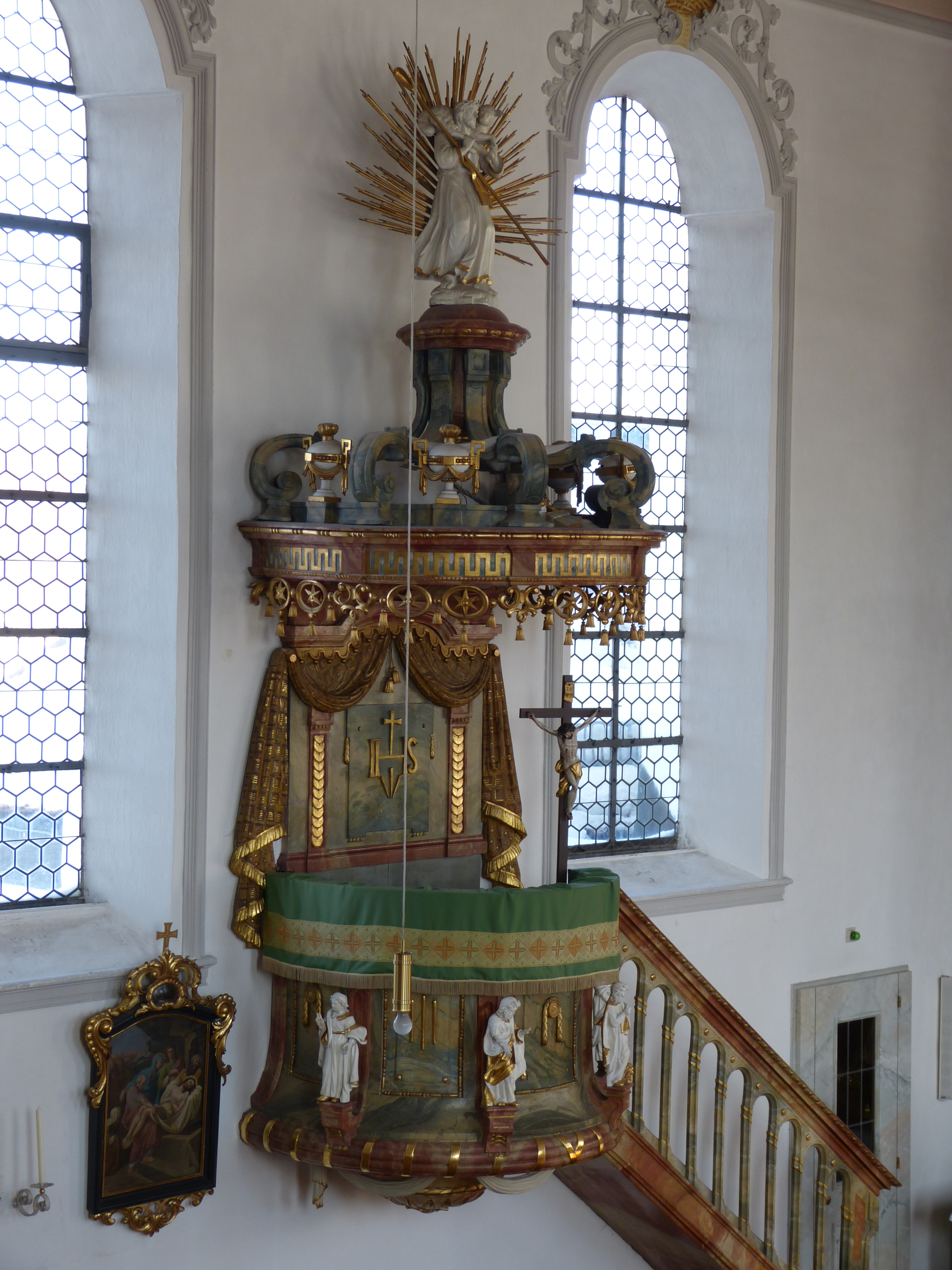
Kanzel